# Arosvallen
Az Arosvallen egy labdarúgó-stadion Västeråsban, Svédországban. A stadion 1932-ben épült, maximális befogadóképessége 10 000 fő.
Az 1958-as labdarúgó-világbajnokság egyik helyszíne volt, két csoportmérkőzést rendeztek itt. 

## Események

### 1958-as világbajnokság
| Dátum       | Időpont UTC+1 | Pályaválasztó | Eredmény | Vendég        | Forduló    | Nézők  |
| ----------- | ------------- | ------------- | -------- | ------------- | ---------- | ------ |
| 1958.06.08. | 19.00         | Jugoszlávia   | 1–1      | Skócia        | 2. csoport | 9 591  |
| 1958.06.11. | 19.00         | Jugoszlávia   | 3–2      | Franciaország | 2. csoport | 12 217 |